# Port Control Protocol
Port Control Protocol (PCP)  ist ein Netzwerkprotokoll. Mit ihm können Hosts in IPv4- oder IPv6-Netzen steuern, wie die eingehenden IPv4- oder IPv6-Pakete von einem vorgeschalteten Router, der Network Address Translation (NAT) oder Paketfilterung durchführt, übersetzt und weitergeleitet werden. Indem Hosts explizite Regeln für die Portweiterleitung erstellen können, lässt sich die Behandlung des Netzwerkverkehrs konfigurieren, so dass Hosts, die sich hinter NAT-Routern oder Firewalls befinden, vom Rest des Internets aus erreichbar sind (so dass sie auch als Netzwerkserver fungieren können), was eine Voraussetzung für viele Anwendungen ist.
PCP wurde 2013 als Nachfolger des NAT Port Mapping Protocol  (NAT-PMP) standardisiert, mit dem es ähnliche Protokollkonzepte und Paketformate teilt. PCP unterstützt zusätzlich IPv6 und weitere NAT-Szenarien.

## Verwendung von PCP
- Apple-Geräte mit macOS und iOS[2]
- OpenWrt, OPNsense und pfSense Open-Source-Router-Software
- Eingestellte Apple AirPort Wi-Fi-Router
- Internet-Abonnements mit Carrier-grade NAT, z. B. Dual-Stack Lite[3]